# 애플웍스
애플웍스(AppleWorks)는 초기에 애플이 개발하고 판매하던 통합 소프트웨어 제품으로 오피스 제품군을 채용하고 있었다. 2004년을 마지막으로 업데이트되지 않고 있으며, 맥이 인텔 CPU 시스템을 받아들이면서 아이웍스 '08가 공개된 뒤로 애플웍스 제품은 판매 또한 하지 않고 있다. 이 제품은 매킨토시 운영 체제뿐 아니라 마이크로소프트 윈도우판도 발매하고 있었다.

## 같이 보기
- 아이워크 - 직접적으로 관련된 소프트웨어는 아니지만, 같은 애플의 통합 소프트웨어 제품이다. 프레젠테이션 소프트웨어 키노트, 워드프로세서 소프트웨어의 페이지스, 스프레드시트 소프트웨어의 넘버스로 이루어져 있다.